# Diktamnussläktet
Diktamnussläktet (Dictamnus) är ett växtsläkte i familjen vinruteväxter med 1–6 arter. Släktet har sitt ursprung i tempererade delar av Europa och Asien. En av arterna, Moses brinnande buske (D. albus) odlas som trädgårdsväxt i Sverige.
Släktet innehåller fleråriga örter eller halvbuskar. Bladen är strödda och parbladiga. Blommorna är femtaliga sitter i en klase och är stora och iögonenfallande. ståndarna är 10, fria. Fruktämnet är femrummigt och utvecklas till en djupt flikig, vedartad kapsel. Fröna är nästan runda och svarta.